# Cirrhilabrus laboutei
Cirrhilabrus laboutei Randall & Lubbock, 1982 è un pesce d'acqua salata appartenente alla famiglia Labridae.

## Distribuzione e habitat
Proviene dalle barriere coralline dell'oceano Pacifico; è stato localizzato nella Grande barriera corallina, in Nuova Caledonia e Isole della Lealtà. Nuota tra i 7 e i 55 m di profondità.

## Descrizione
Presenta un corpo leggermente compresso ai lati, allungato e con la testa dal profilo arrotondato. La lunghezza massima registrata è di 12 cm. Sia nei maschi che nelle femmine sono presenti delle striature orizzontali violacee che curvano in prossimità della testa. Nelle femmine queste fasce sono su uno sfondo di colore marrone chiaro. Il ventre è pallido e le pinne trasparenti, ma i primi due raggi della pinna anale sono più allungati degli altri.
I maschi adulti, invece, sono prevalentemente rosati con il ventre violaceo; le striature che curvano verso la testa hanno il bordo giallo. Le pinne sono gialle bordate di azzurro e con delle macchie dello stesso colore. La pinna dorsale e la pinna anale non sono particolarmente alte. Gli occhi sono rosa.

## Alimentazione
Si nutre soprattutto di piccoli invertebrati acquatici (zooplancton).

## Conservazione
Questa specie viene classificata come "a rischio minimo" (LC) dalla lista rossa IUCN perché viene talvolta catturata per l'acquariofilia, ma il suo areale coincide con delle aree marine protette.